# رولاند جوفي
رولاند جوفي (مواليد 17 نوفمبر 1945) هو مخرج ومنتج بريطاني، أشتهر لإخراجه فيلم حقول القتل والمهمة.

## وصلات خارجية
- رولاند جوفي على موقع IMDb (الإنجليزية)
- رولاند جوفي على موقع مونزينجر (الألمانية)
- رولاند جوفي على موقع ألو سيني (الفرنسية)
- رولاند جوفي على موقع تيرنر كلاسيك موفيز (الإنجليزية)
- رولاند جوفي على موقع أول موفي (الإنجليزية)
- رولاند جوفي على موقع قاعدة بيانات الأفلام السويدية (السويدية)
- رولاند جوفي على موقع إن إن دي بي (الإنجليزية)
- رولاند جوفي على موقع قاعدة بيانات الفيلم (الإنجليزية)
- رولاند جوفي على موقع كينوبويسك (الروسية)